# Mark Malloch Brown
George Mark Malloch Brown, né le 16 septembre 1953, est un homme politique, journaliste et diplomate britannique.

## Biographie
Au cours de sa carrière, Mark Malloch Brown exerce la profession de journaliste, puis de spécialiste du développement et consultant en communication.
En 1994, il devient vice-président chargé des Affaires extérieures de la Banque mondiale avant de rejoindre en 1999 l'Organisation des Nations unies où il est nommé administrateur du Programme des Nations unies pour le développement. Chef de cabinet de Kofi Annan en janvier 2005, il est ensuite vice-secrétaire général du 1er avril au 31 décembre 2006.
Il rejoint le gouvernement britannique dirigé par Gordon Brown dans lequel il occupe le poste de ministre d'État au Foreign and Commonwealth Office (Affaires étrangères), chargé de l'Afrique, de l'Asie et des Nations unies, du 28 juin 2007 au 24 juillet 2009.
Le 9 juillet 2007, il nommé pair à vie avec le titre de baron Malloch-Brown, de la forêt de St Leonard, dans le comté du Sussex de l'Ouest. Il entre à la Chambre des lords le même jour.